# Xã Robinson, Quận Washington, Pennsylvania
Xã Robinson (tiếng Anh: Robinson Township) là một xã thuộc quận Washington, tiểu bang Pennsylvania, Hoa Kỳ. Năm 2010, dân số của xã này là 1.931 người.